# ال-گشتاور
در آمار، ال-گشتاورها دنباله‌ای از اعدادند که برای خلاصه کردن شکل یک توزیع احتمال به کار می‌روند. آن‌ها ال-آمار (ترکیب خطی آمار سفارشی هستند و لذا ال (L) از واژه "liner" اقتباس شده است) و مشابه گشتاورهای معمولی هستند، و می‌توان مشابه انحراف معیار، چولگی، و کشیدگی برای محاسبه مقادیر استفاده کرد و واژه‌های مقیاس ال، ال-چولگی، و ال-کشیدگی را به ترتیب در آنان به کار برد (ال-میانگین معدل میانگین معمولی است). ال-گشتاورهای استاندارد به ضرایب ال-گشتاور مشهورند و مشابه گشتوارهای استاندارد شده می‌باشند. تنها برای گشتاورهای معمولی، یک توزیع تئوریک دارای مجموعه‌ای از ال-گشتاورهای جامعه است. نمونه ال-گشتاور را می‌توان برای جامعه مشخص کرد، و می‌توان از آن به عنوان تخمین‌زننده جامعه ال-گشتاور استفاده نمود.